# Palau Casades
|  | No s'ha de confondre amb Casa Carles Casades. |

El Palau Casades és un edifici situat als carrers de Mallorca i Roger de Llúria de Barcelona, catalogat com a bé cultural d'interès local. Actualment, és la seu de l'Il·lustre Col·legi d'Advocats de Barcelona i de l'Acadèmia de Jurisprudència i Legislació de Catalunya.

## Història
El 1882, el fabricant d'estampats Pau Casades i Espoy (Agramunt, 1818 - Barcelona, 1902) va demanar permís per a construir-hi una residència unifamiliar, amb plànols signats pel mestre d'obres Antoni Serra i Pujals. Les obres es van efectuar entre els anys 1883 i 1886, i en aquell temps, la casa ocupava tan sols el pavelló afrontat al carrer de Mallorca, reservant els terrenys del xamfrà i del carrer de Roger de Llúria a jardí i cotxeres.
Casat amb Dolors Xinxó i Marton, van tenir un únic fill, Francesc Casades i Xinxó, que el 1912, va vendre part de la finca a Enric Pujó i del Pozo. Va morir el 1915, deixant com a hereu el seu fill Carles Casades i de Còdol, que el 1924 va vendre el palau per 775.000 pessetes al Col·legi d'Advocats de Barcelona, instal·lat des del 1895 a la Casa de l'Ardiaca. La reforma i ampliació va anar a càrrec de l'arquitecte sabadellenc Juli Batllevell, ajudat pel decorador Jaume Llongueras. Per recomanació del paisatgista Joan Mirambell, el sortidor amb un faune esculpit del pati interior passà al jardí del xamfrà, el que provocà que l'edifici fos conegut popularment com la «Casa del Faune».
El 1950, el Col·legi va encarregar a l'arquitecte Agustí Borrell i Sensat una ampliació cap al carrer de Roger de Llúria per a encabir-hi una una biblioteca i d’una sala d’actes. La decoració va anar a càrrec d'Òscar Lena i Jaume Duran i Castellanos, i la intervenció es va fer amb el major respecte possible a la construcció original, reproduint al peu de la lletra l'ordre jònic de la façana i conservant els elements decoratius de l'interior, especialment del pati central cobert. La nova seu es va inaugurar el 14 d'abril del 1953.
A la dècada del 1970, l'arquitecte Agustí Borrell i Calonge, fill de l'anterior, va projectar un nou edifici d'acer i vidre al carrer de Mallorca.

## Descripció
Comprèn semisoterrani, planta baixa, planta noble, un pis i terrat transitable. En l'actualitat, disposa d'una façana correguda que es configura en tres plans que s'adapten a la forma aixamfranada de la parcel·la. Tanmateix, l'orientada al xamfrà, es presenta reculada, formant un petit jardí que precedeix la porta principal, a través de la qual s'accedeix a una àmplia zona de vestíbul que conté l'escala vers la planta noble i els dos accessos als cossos laterals.
Els tres trams de façana presenten característiques similars: el semisoterrani i la planta baixa estan inclosos dins d'un basament revestit d'estucs que imiten un carreuat encoixinat al trencajunt, mentre que la planta noble i el primer pis estan inclosos dins d'una esvelta columnata a base de pilastres jòniques amb garlandes que sostenen l'entaulament. Aquest, profusament ornat amb permòdols en forma de voluta, sosté la balustrada rematada amb hídries que tanca el terrat. Mentre les obertures es presenten emmarcades en pedra artificial, aquestes pilastres i els murs a les que s'adossen son fetes d'estuc. La decoració es concentra principalment en les llindes i muntants de pedra de les obertures, treballades amb motllures i palmetes. Les portes dels cossos laterals inclouen, dins d'aquesta ornamentació, columnes jòniques que sostenen un entaulament decorat amb caps de lleó. Les balustrades que tanquen els balcons i els balcons ampitadors de la planta noble presenten un acabat de marbre blanc de gran riquesa.
La façana principal mostra les pilastres aparellades, flanquejant els tres grans arcs de mig punt de la planta noble. Està rematada per quatre escultures de Jaume Duran Castellanos que representen, entre d'altres, Sant Ramon de Penyafort, Ramon Berenguer IV, Alfons X el Savi i el Papa Gregori IX.
Flanquejant l'accés principal s'accedeix a un ampli vestíbul rectangular amb l'extrem en forma hemisfèrica per acollir l'escala monumental vers la planta noble. Aquest vestíbul presenta els seus paviments revestits de marbre blanc, mentre l'escala presenta llur balustrada tallada en fusta. Al centre d'aquest espai, als peus de l'escala, una gran escultura de marbre blanc sobre un pedestal del mateix material representa la deessa Atena. A banda i banda del vestíbul s'hi obren dos grans portals que donen accés als dos cossos laterals de l'edifici. La porta septentrional dona accés a una escala corba que mena vers l'espai de majors dimensions de l'edifici: la sala d'actes. Aquest espai de planta irregular es presenta revestit de fusteries nobles ornat a base de pilastres corínties sobredaurades. Damunt d'aquest espai i utilitzant la mateixa planta, s'hi bastí la biblioteca. D'extensa superfície i abraçant dos pisos d'alçada, la biblioteca presenta els seus murs revestits amb lleixes i estants de fustes nobles i motllurades que contenen la col·lecció documental del col·legi. La porta meridional mena, a través d'una altra escala, al pati central de l'edifici original.
El pati central és l'espai central al voltant del qual s'articularen les estances de la casa originària, com si es tractés d'un atri romà. Es tracta d'una peça de gran superfície i alçada que abraça els tres pisos de la casa fins al nivell del terrat, rebent il·luminació natural per mitjà d'una gran claraboia. Hi destaca el terra, fet de mosaic hidràulic i mosaic a la romana. El nivell corresponent a la planta baixa es presenta envoltat per una galeria contínua de setze columnes de marbre granat i gris que sostenen la tribuna correguda del pis superior. Dita tribuna queda tancada per unes baranes de forja entre pilons de marbre rematats amb gerros de porcellana i fanals de ferro colat als angles. Aquest nivell superior es presenta revestit amb motllures i pilastres corínties que emmarquen els plafons pintats que mostren tot de figures femenines semblants a les nimfes que ornaven els murs de les ruïnes de Pompeia. El tercer nivelles manifesta en aquest pati per mitjà de finestres geminades amb muntants i mainells en forma de pilars corintis.

## Galeria

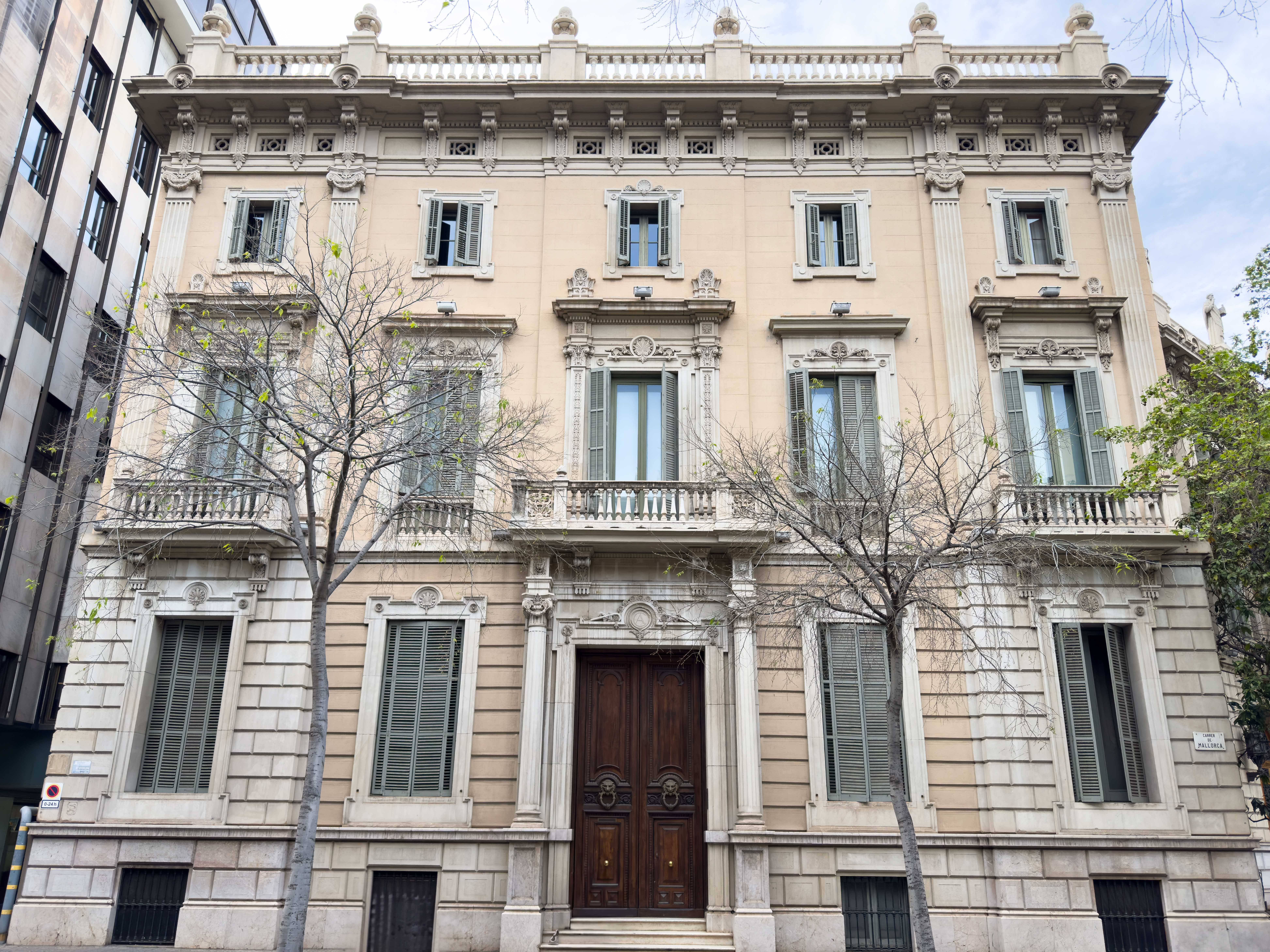
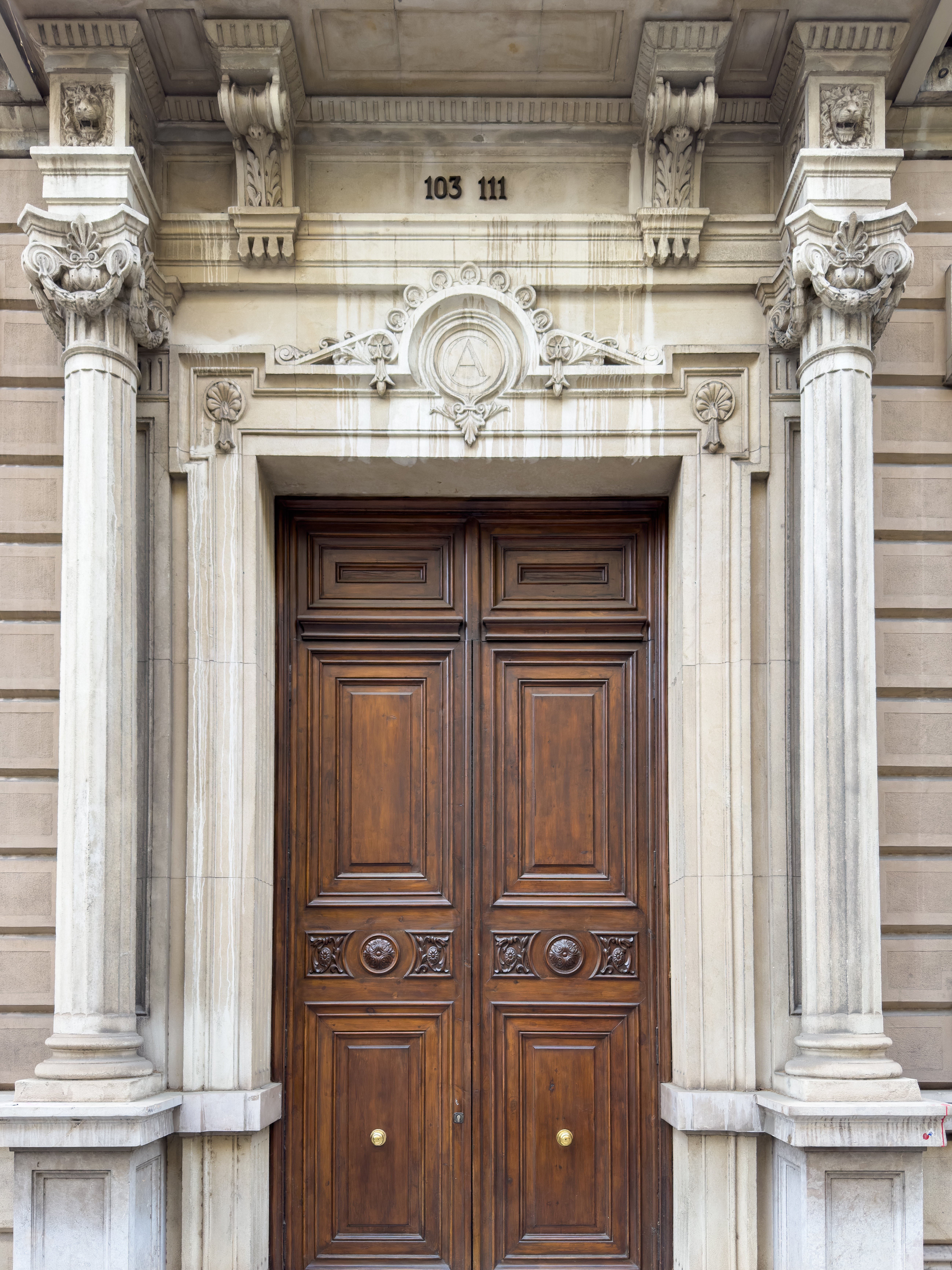
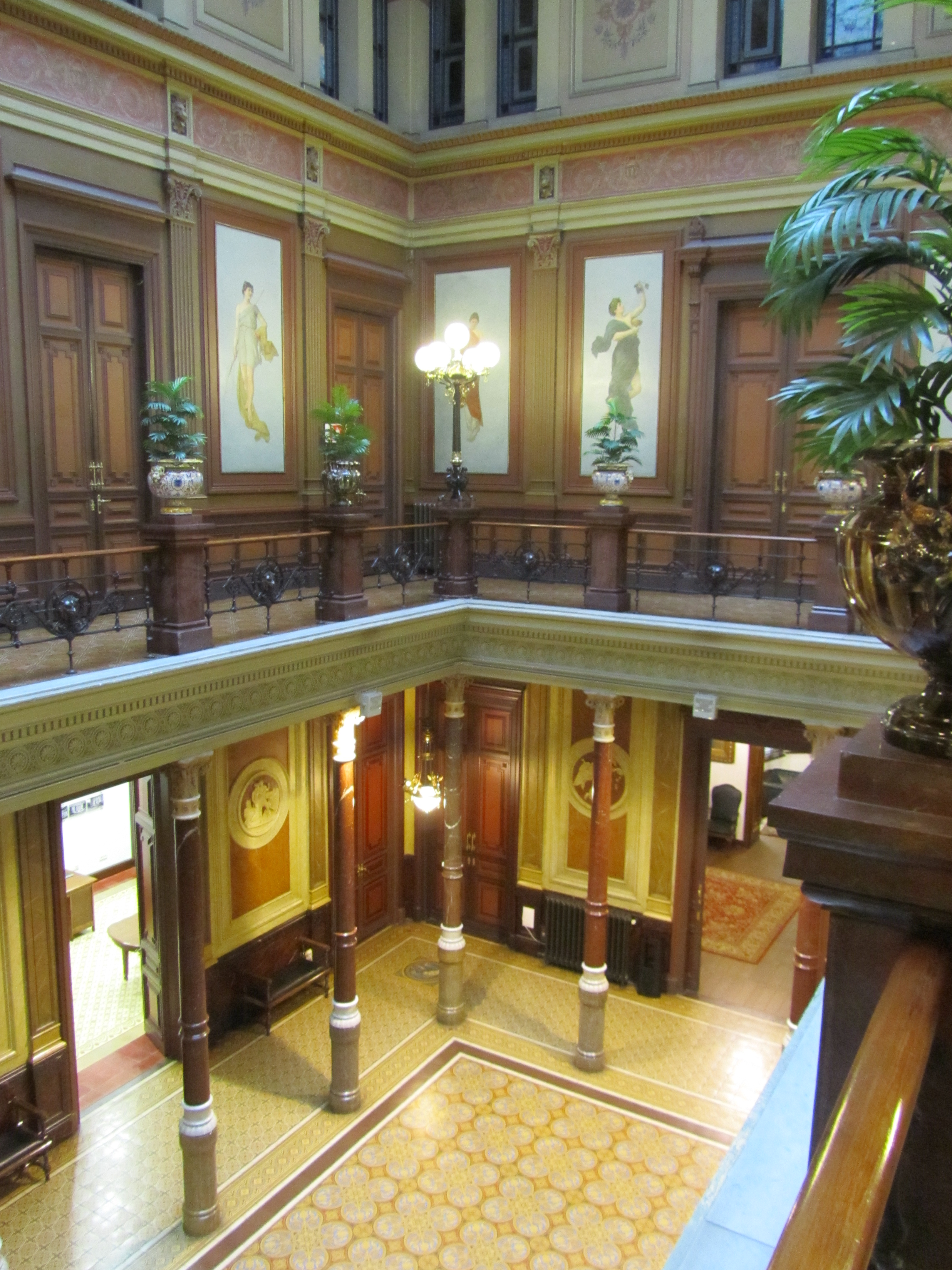
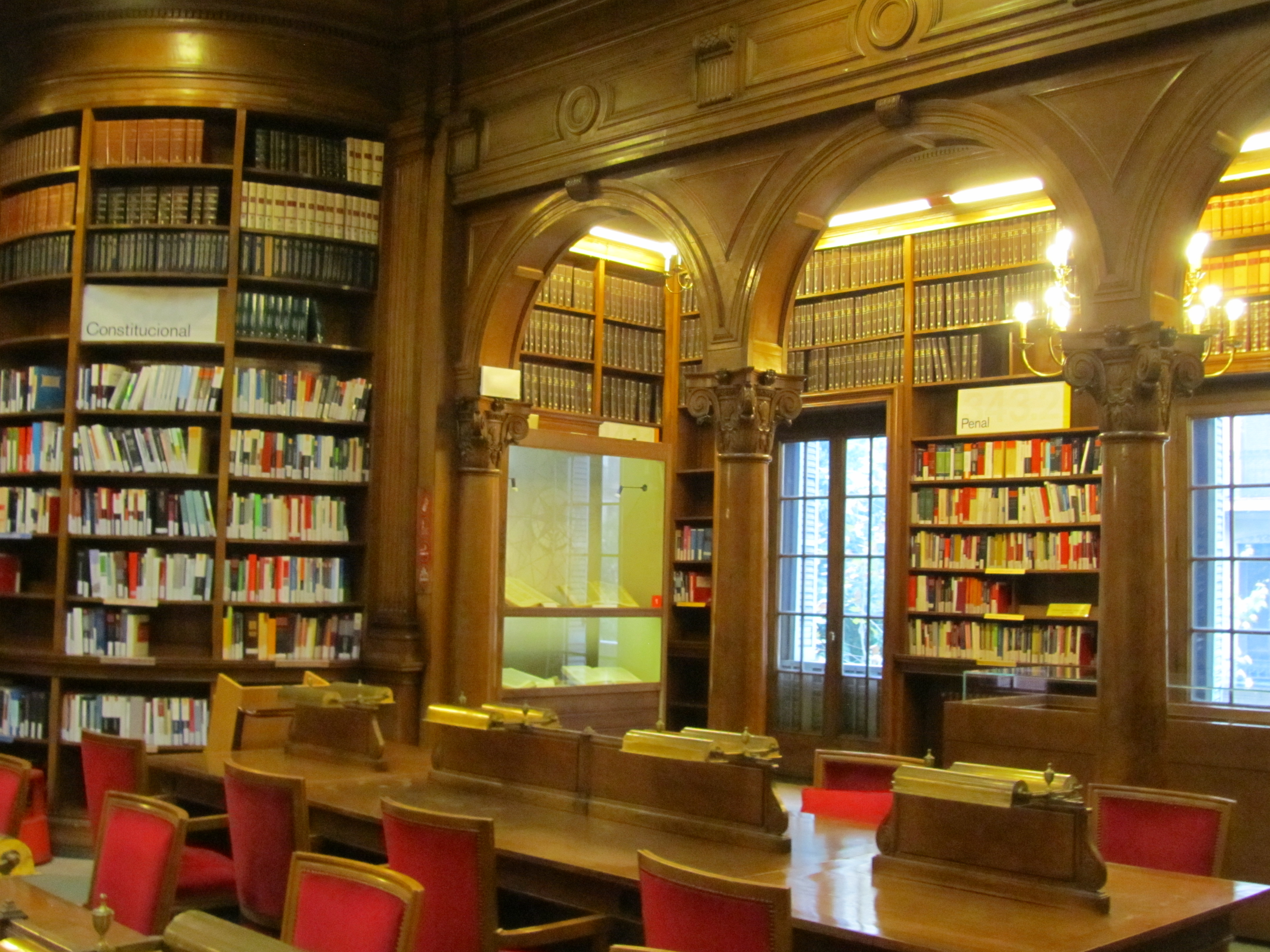